# Gimme a Little Kiss, Will Ya, Huh?
Gimme a Little Kiss, Will Ya, Huh? ist ein Lied, das Maceo Pinkard, Roy Turk und Jack Smith verfassten und 1926 veröffentlichten.

## Hintergrund
Der Refrain des in C-Dur geschriebenen Songs Gimme a Little Kiss, Will Ya, Huh?, nur zwanzig Takte lang, besteht aus abwechselnden Rhythmen; Achtelnoten-Triolen folgen punktierte Viertel- und Achtelnoten. Die Form ist ein modifiziertes Rondo, bestehend aus fünf Abschnitten, jedes in der Form ABA’CA’’. Die Schlussworte geben die ausgelassene Stimmung des Sängers wieder: And I'll give it right back to you.

## Erste Aufnahmen
Vorgestellt wurde der Song erstmals von dem Coautor Whispering Jack Smith mit seiner Aufnahme für Victor Records. Zu den ersten Musikern, die den Song ab 1926 aufnahmen, gehörten Jean Goldkette (Victor, mit Joe Venuti) und Fred Rich & His Hotel Astor Orchestra (Harmony 136).

## Spätere Coverversionen
Der Diskograf Tom Lord listet im Bereich des Jazz insgesamt 17 (Stand 2015) Coverversionen, u. a. von Louis Prima, Gene Krupa, Charlie Spivak, Les Elgart, Sarah Vaughan, Dick Hyman, Tyree Glenn, Tommy Dorsey, Frank Sinatra und Rex Stewart. Deanna Durbin sang ihn in Lady on a Train (1945, Regie Charles David). Auch der Bonanza-Schauspieler Michael Landon interpretierte Gimme a Little Kiss, Will Ya Huh?, mit dem er in Kanada in den Charts war.